# The Kiss in the Tunnel
The Kiss in the Tunnel, známý také jako A Kiss in the Tunnel, je britský němý film z roku 1898. Režisérem je George Albert Smith (1864–1959). Film trvá zhruba jednu minutu a premiéru měl v září 1899. Exteriérové scény filmu byly natočeny na vlakové trase mezi městy Brighton a Hove. 
Kopie filmu je uložena v Britském filmovém institutu. Film se stal pravděpodobně inspirací pro snímek Siegmunda Lubina Love in a Railroad Train (1902) a Edwina S. Portera What Happened in the Tunnel (1903).

## Děj
Film zobrazuje jízdu vlakem přes železniční tunel. Ve vlakovém kupé sedí muž a žena, kteří využijí chvíle v tunele a několikrát se políbí. Když vlak pomalu vyjíždí z tunelu, oba se vrátí ke své předešlé činnosti.